# 王晓云
王晓云（1968年6月—），女，浙江义乌人，中华人民共和国政治人物，中国移动通信技术部长，中共第二十届中央候补委员。

## 生平
王晓云毕业于北京邮电大学无线电工程系，1991年，起任邮电部邮电科学研究院传输所项目负责人，研究室主任。1997年，担任邮电部移动通信局技术部负责人；两年后升任中移动研究院副院长，此后担任中移动技术部长。